# Auguste Thin
Pour la rivière, voir Thin.
Auguste Thin, né à Cherbourg le 12 juillet 1899 et mort à Beauvais le 10 avril 1982, est un ancien poilu, combattant français de la Première Guerre mondiale.

## Biographie

### Jeunesse et famille
Originaire de Saint-Vaast-la-Hougue en Normandie, mais né à Cherbourg en 1899, il est le fils d'Alphonse Louis Gabriel Thin, lequel demeure à Caen en 1922 lors du mariage d'Auguste avec Yvonne Leroy à Drancy le 17 octobre 1922,. C'est à tort qu'il est parfois présenté comme le fils de Louis Jules Adolphe Thin, né le 21 août 1876 à Port en Bessin (Calvados), soldat au 274e RI, mort pour la France, disparu aux combats du Fort de Vaux.
Auguste Thin est commis-épicier.

### Soldat durant la Première Guerre mondiale
Il s'engage à Lisieux le 3 janvier 1918, à moins de 19 ans. Il participe dans les rangs du 243e RI à la contre-attaque en Champagne, où il est gazé Quelques mois après, il se retrouve à l'Hartmannswillerkopf dans les Vosges, puis au moment de l'Armistice, non loin de là, à Guebwiller. En novembre 1920, il est à Verdun à la caserne Niel, faisant partie de ceux qui devaient retourner la terre parsemée d'ossements et de baïonnettes.

### Le choix du soldat inconnu

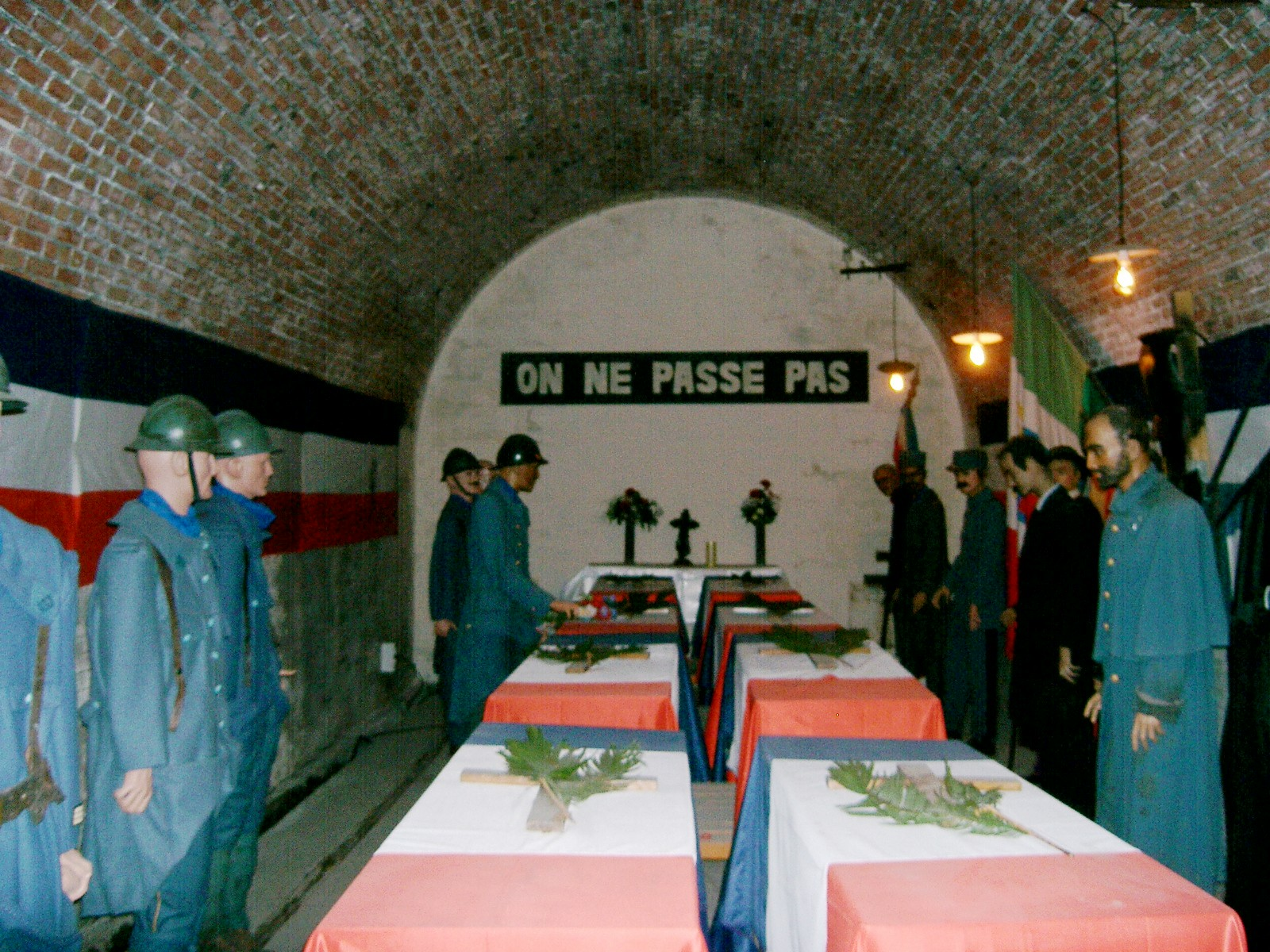
Choix du soldat inconnu - reconstitution à Verdun.

Le 10 novembre 1920, alors âgé de 21 ans, il est choisi pour désigner l'un des huit cercueils anonymes disposés dans la citadelle de Verdun, qui serait placé le lendemain dans la tombe du Soldat inconnu sous l'Arc de triomphe à Paris ; cette inhumation a lieu le 28 janvier 1921. 
Pour ce choix, l'armée avait sélectionné les dépouilles de huit soldats inconnus, morts au combat sous uniforme français sur les principaux lieux de batailles de la Première Guerre mondiale (Flandres, Artois, Somme, Île-de-France, Chemin des Dames, Champagne, Verdun et Lorraine). Il avait été décidé qu'« un ancien poilu de deuxième classe, le plus méritant possible » désignerait l'un des huit cercueils exposés dans une galerie de la citadelle de Verdun pour être inhumé. 
Le soldat initialement pressenti, un Martiniquais affecté au même régiment qu'Auguste, est atteint de typhoïde et hospitalisé à quelques heures de la cérémonie. Il était impératif de trouver un autre deuxième classe ayant fait la guerre pour accomplir cette tâche. Le soldat Auguste Thin est alors choisi car il était pupille de la Nation et le plus jeune engagé volontaire de son régiment.
Alors qu'il faisait partie de la garde d'honneur qui veillait les corps dans une galerie transformée en chapelle ardente dans la citadelle de Verdun, André Maginot, alors ministre des Pensions, et lui-même blessé de guerre, lui tend un bouquet d'œillets pour qu'il le pose sur le cercueil qu'il aurait choisi. Le soldat fait un premier tour rapide des huit cercueils disposés sur deux colonnes de quatre puis s'arrêtera dans un second tour, devant le 6e.
Auguste Thin témoigne plus tard de son choix : « Il me vint une pensée simple. J'appartiens au 6e corps. En additionnant les chiffres de mon régiment, le 132, c'est également le chiffre 6 que je retiens. Ma décision est prise : ce sera le 6e cercueil que je rencontrerai. » Ceci est évoqué par Bertrand Tavernier dans son film La Vie et rien d'autre.
Auguste Thin est un des membres de la Légion des Mille[réf. nécessaire].
Il est décoré, peu avant sa mort, de la croix de la Légion d'honneur, à l'Arc de triomphe, par le président de la République François Mitterrand.

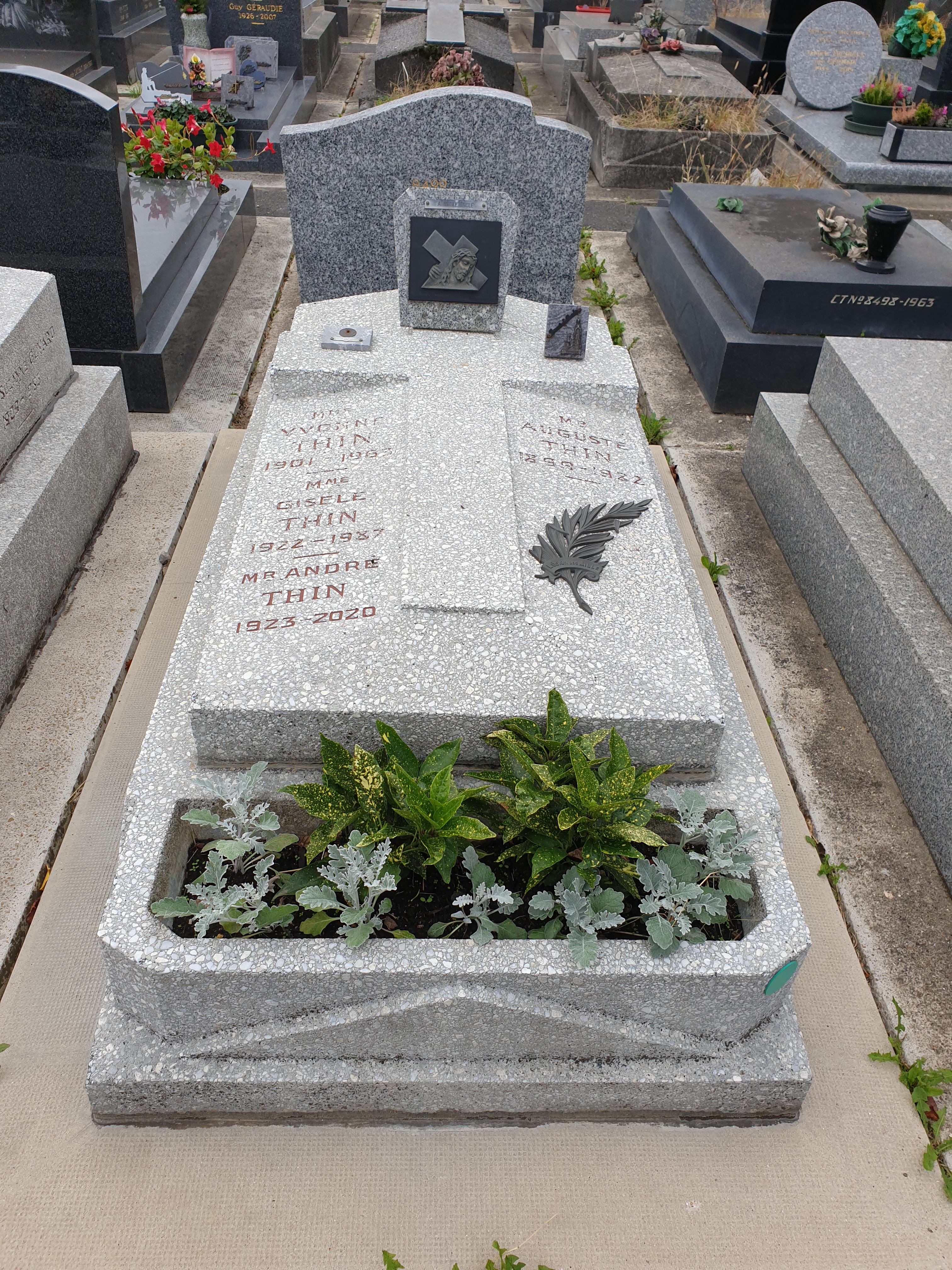
La tombe d'Auguste Thin.

Auguste Thin meurt à Beauvais le 10 avril 1982. En 2008, sa tombe a été redécouverte au cimetière ancien d'Asnières-sur-Seine (Hauts-de-Seine) par l'historien Frédéric de Berthier de Grandry et restaurée depuis par le Souvenir français.